# 黑龙江省人民检察院
黑龙江省人民检察院是黑龙江省的检察机关，现任检察长为高继明。1950年11月，黑龙江省人民检察署在齐齐哈尔成立。1954年8月，松江、黑龙江两省检察署合并为黑龙江省人民检察署。1955年1月，改名为黑龙江省人民检察院。文化大革命期間黑龙江省人民检察院被撤銷。1978年8月，黑龙江省人民检察院恢復。